# Corifer

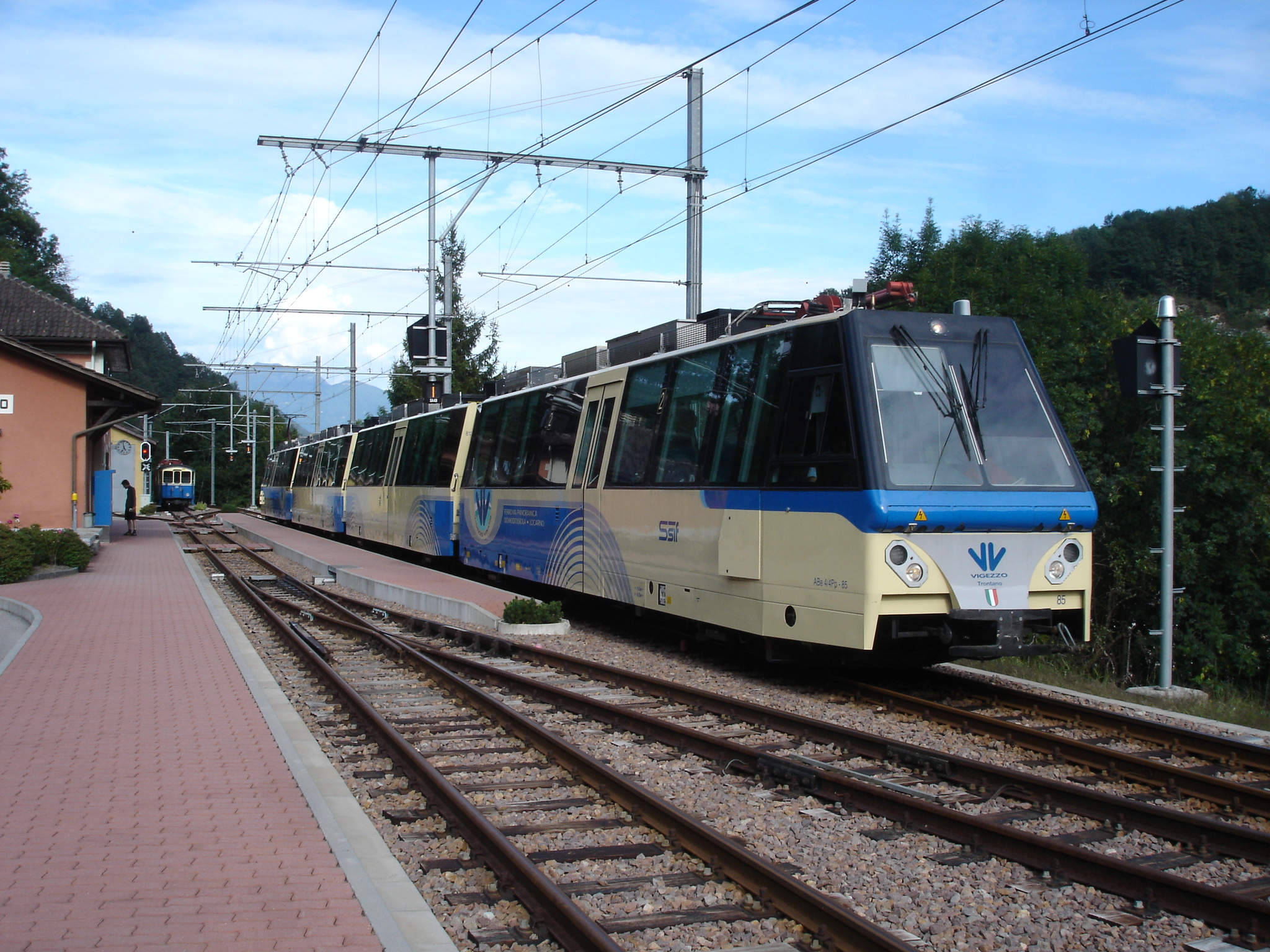
Elettrotreno panoramico "Vigezzo Vision" della SSIF

Corifer, acronimo di Costruttori Riparatori Ferrotranviari, era un costruttore ferroviario in forma di consorzio stabile che riuniva inizialmente quattro Società italiane, operanti nel settore ferrotranviario e costituito nel 2002. A Maggio 2013, il Corifer risultava ancora in essere quale titolare di contratti di fornitura e servizi nei confronti di Trenitalia.
Le aziende che facevano parte del consorzio disponevano di 7 stabilimenti, di cui 5 in Italia.
I soci del consorzio erano:
- Fervet SpA in liquidazione[1]
- OFV Officine Ferroviarie Veronesi SpA chiusa nel 2016
- Officine Magliola in liquidazione
- RSI Italia - Rail Services International SpA in fallimento"[2].

Il consorzio stesso è stato dichiarato fallito nel 2014

## Prodotti
Le aziende membri del consorzio produssero, con tale marchio:
- Elettrotreno Panoramico ABe 8/8 24 per la ferrovia Domodossola-Locarno
- Carrozze Vivalto per Trenitalia (in alcuni casi nell'ambito di contratti di servizio finanziati da enti locali), Ferrovie dell'Emilia-Romagna e Trasporto Ferroviario Toscano

Fu inoltre condotto un progetto di revamping su carrozze Trenitalia nell'ambito di due progetti denominati "IC901" e "IC270" al fine di rinnovare le composizioni degli attuali treni InterCity e Frecciabianca; Corifer si proponeva infatti anche per condurre attività di costruzione e riallestimento di carrozze, revisione e riparazione carrelli, creazione di carrozze speciali, ammodernamento elettromotrici e automotrici, rammodernamento di materiale di trazione.